# Paraphidippus lanipes
Paraphidippus lanipes är en spindelart som beskrevs av Pickard-Cambridge F. 1901. Paraphidippus lanipes ingår i släktet Paraphidippus och familjen hoppspindlar. Inga underarter finns listade i Catalogue of Life.